# Kościół Najświętszego Serca Pana Jezusa w Bytomiu-Szombierkach
Kościół Najświętszego Serca Pana Jezusa – kościół rzymskokatolicki znajdujący się w Bytomiu-Szombierkach, przy ul. Modrzewskiego 2.

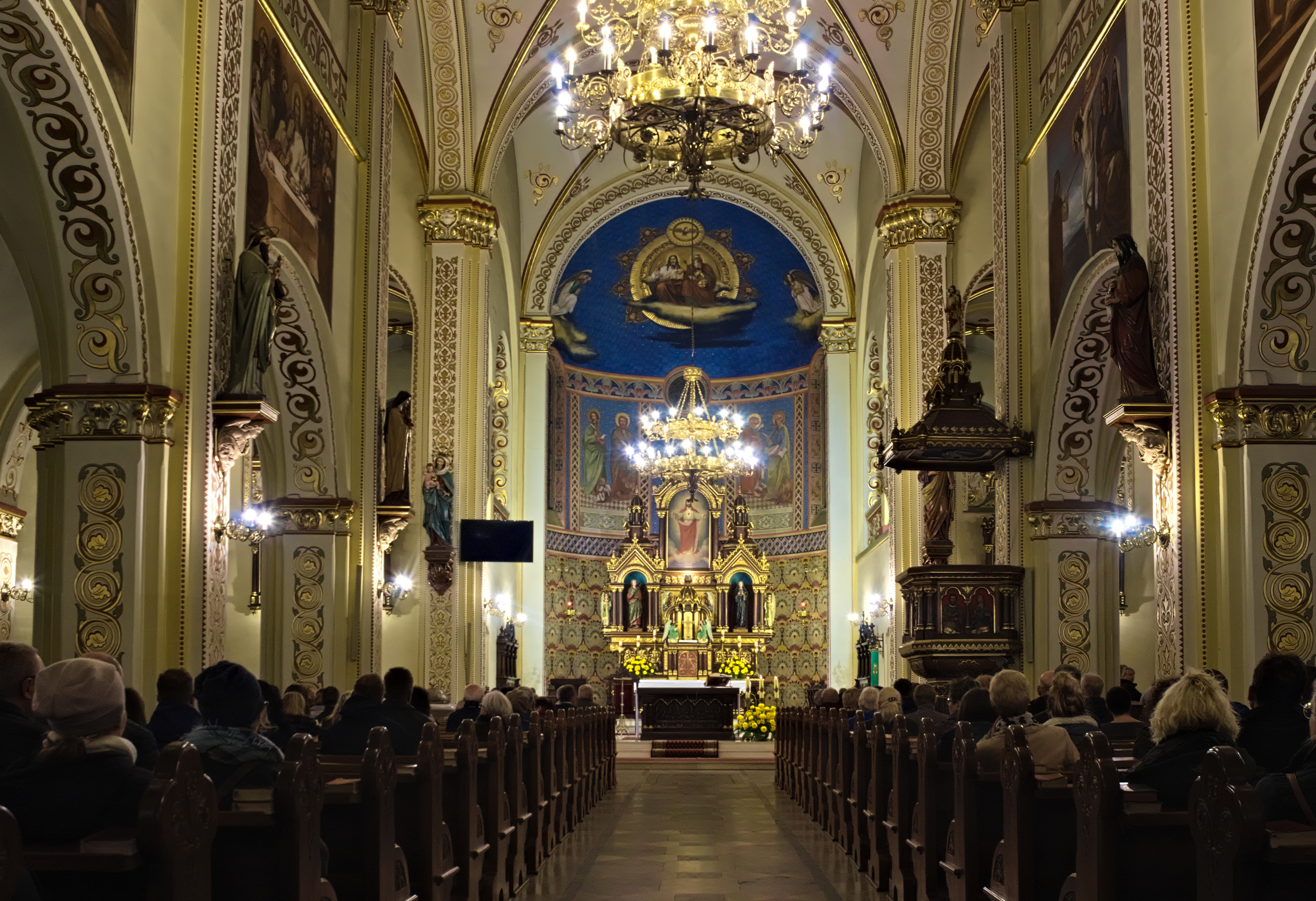
Wnętrze świątyni (2019)

## Historia
Budynek powstał w latach 1903–1904 w stylu neoromańskim według projektu Wilhelma Wieczorka. W krypcie kościoła spoczywa Karol Godula. Kościół był remontowany i przebudowywany ze względu na szkody górnicze.
Świątynia została wpisana do gminnej ewidencji zabytków Bytomia.